# Al'fred Kučevskij
Al'fred Iosifovič Kučevskij (in russo Альфред Иосифович Кучевский?; Mosca, 17 maggio 1931 – Mosca, 15 maggio 2000) è stato un hockeista su ghiaccio sovietico.

## Palmarès

### Olimpiadi invernali
- 2 medaglie:
  - 1 oro (Cortina d'Ampezzo 1956)
  - 1 bronzo (Squaw Valley 1960)

### Mondiali
- 3 medaglie:
  - 1 oro (Stoccolma 1954)
  - 2 argenti (Germania Ovest 1955; Oslo 1958)